# Kreuzberg, Greifenburg
Kreuzberg je naselje v Občini Greifenburg v Okraju Špital ob Dravi  na Koroškem v Avstriji.